# بئر بن طشة (القطن)
'

تعديل مصدري - تعديل

بئر بن طشة هي إحدى قرى عزلة القطن بمديرية القطن التابعة لمحافظة حضرموت، بلغ تعداد سكانها 35 نسمة حسب تعداد اليمن لعام 2004.